# Edson Astivia
Rafael Edson Astivia Hernández (Città del Messico, 9 aprile 1975) è un ex calciatore messicano, di ruolo difensore.

## Carriera

### Club
Ha trascorso l'intera carriera nel campionato messicano.

### Nazionale
Ha vinto la CONCACAF Gold Cup nel 1996.